# 韩有文
韩有文（1912年10月—1998年2月22日）原名热买赞，又名韩云卿，教名穆罕默德海比不拉海，撒拉族，青海省化隆县甘都镇人，生于今甘肃省甘南藏族自治州合作市勒秀乡乔吾塘村。中华民国及中华人民共和国军事及政治人物。

## 生平

### 早年生涯
韩有文的父亲阿额玛是青海省化隆县甘都镇人，被甘都镇一个小买卖人招为女婿，当小伙计。新婚不久，阿额玛被掠入甘军简练军入守北京。庚子事变中，八国联军进攻北京，慈禧太后挟光绪帝西逃西安。阿额玛等撒拉族甘军御卫队侍卫护驾有功，他们获赐食慰问，并获御赐韩姓。但阿额玛终身未改姓韩。阿额玛回到家后，继承了岳父遗产，开始做小买卖，来往黄河、洮河、岷山之间，结识了藏族牧民并学会了藏语。1911年，阿额玛摔落山崖，被藏民救往藏族的土屋。阿额玛吃糌粑一个多月，此后当藏民的女婿，妻子名叫祖力哈，当时他阿额玛已近40岁。此地是如今甘南藏族自治州的乔吾塘村。1912年10月，韩有文生于乔吾塘村。因他是伊斯兰教斋日出生，父亲起名“热买赞”。
撒拉族信伊斯兰教，藏族信藏传佛教，1916年，阿额玛带藏族妻子祖力哈及长子热买赞、次子四十三（阿额玛43岁得该子，回族、撒拉族常用自己年龄给儿子取名）回到老家化隆县甘都镇。在甘都，阿额玛将热买赞送入经文学校，并请阿訇起了教名“穆罕默德海比不拉海”。14岁时，父亲阿额玛为热买赞娶妻。

### 马家军
1929年8月，马步芳的侍卫排长马国良率人将热买赞抓去当壮丁，起名叫韩有文。韩有文从此进入马家军，先后在西北军暂编独立第77旅（旅长马步芳）、暂编第1师（师长马步芳）、新编第9师（师长马步芳）当兵。1933年12月，特任为新编第9师（马步芳兼师长）手枪团（团长马玉龙）少校副官。1934年5月，新9师改称第100师（马步芳兼师长），继续任手枪团少校副官。1935年9月，调任师部卫士队少校队长。1935年12月，升为西宁回教促进会第二高等小学军训队中校队长。1936年5月，升为昆仑中学学生总队上校总队长。1936年6月，当选青海省童子军理事会筹备委员。1941年3月1日，调任青海省公安局上校局长。1942年1月9日，升为青海省保安处（马步芳兼处长）少将副处长。
1945年8月，韩有文调任暂编骑兵第一师（辖三个团）少将师长。1945年9月，兼任奇（台）、孚（远）、木（垒）三县守备司令。1946年10月21日，韩有文获四等云麾勋章。1947年，骑五军整编后番号改为整编骑兵第一师（人们习惯上仍称为骑五军），骑五军下属的暂编骑兵第一师整编为整编骑兵第七旅（辖两个团），韩有文任少将旅长。

### 北塔山战斗
1947年6月5日，蒙古人民共和国军队在苏联支持下侵入中国北塔山地区，北塔山事件发生。奇台县一带的驻防司令、整编骑兵第七旅（隶属整编骑兵第一师）旅长韩有文，整编骑兵第一师师长马呈祥，新疆警备总司令宋希濂都被惊动。马呈祥命韩有文反击，韩有文立即派团长韩国藩率领五个连和当地哈萨克族骑兵队增援北塔山，击退了蒙古人民共和国军队。马呈祥所部受到中国国民党方面军政要员来电来信祝贺，各种慰问团纷至沓来，南京方面的宣传部长彭学沛飞来祝贺，南疆警备总司令赵锡光从喀什赶来祝贺。后来，1983年10月，王震在人民大会堂接见以韩有文为团长的新疆爱国人士参观团时，还称赞韩有文北塔山那一仗打得好。
1948年1月1日，韩有文获忠勤勋章。1948年9月22日，叙任陆军骑兵上校。

### 新疆起义
1949年春，中华民国代总统李宗仁、西北军政长官马步芳、胡宗南多次电催新疆警备总司令陶峙岳东进入关。国军“主战派”叶成、马呈祥、罗恕人等人要求陶峙岳遵令入关。经陶峙岳劝说，叶成、马呈祥、罗恕人同意交出兵权，个人出国。1949年9月23日，马呈祥将整编骑兵第一师（辖整编骑兵第六旅、整编骑兵第七旅）交给韩有文，次日马呈祥即出走。接手整编骑兵第一师兵权后，韩有文随即向陶峙岳表明愿意随陶峙岳走和平起义道路。陶峙岳任命韩有文为整编骑兵第一师少将师长，并命韩有文负责保卫迪化。1949年9月25日，陶峙岳、韩有文等人在起义通电上签名，表示脱离国民政府，拥护中国共产党领导。
1949年9月29日，韩有文所部改编为中国人民解放军骑兵第七师，韩有文任师长，于春山任政委。在王震、于春山的帮助下，韩有文经过学习，对中国共产党有了深刻认识，并和王震、于春山建立了友谊。

### 屯垦戍边
1949年底，毛泽东发出《关于1950年军队参加生产建设工作的指示》。根据新疆军区命令，韩有文率部驻扎在准噶尔西北部的北屯，开荒造田。韩有文与青年战士一起用原始的工具开荒造田，挖渠引水。韩有文部超额完成开荒造田任务，且当年播种、当年收获，基本实现肉食、蔬菜、粮食自给。
1952年8月，韩有文调任新疆军区（司令员王震）第三副参谋长。
1954年8月，根据中央人民政府人民革命军事委员会命令，中国人民解放军第一兵团、第二十二兵团和第五军番号取消，正式组建新疆军区生产建设兵团，韩有文调任新疆军区生产建设兵团（司令员陶峙岳）农牧处（处长张存仁）副处长兼第1养禽场场长。1958年1月，农牧处改编为生产办公室（陶晋初兼主任），任副主任。1965年12月，调任农业建设第六师（师长王寿臣）副师长。
1966年文化大革命爆发后，作为国军起义将领，韩有文遭到批斗，受到残酷迫害。但韩有文坚强不屈，挺了过来。1975年3月，韩有文离休。

### 晚年活动
1978年2月，韩有文任新疆维吾尔自治区政协（主席汪锋）常务委员。1980年12月，任新疆维吾尔自治区政协（主席张世功）副主席。在副主席任上，他经常深入新疆各地基层调查研究。他还在新疆维吾尔自治区政协领导着三胞联谊会，该联谊会是团结台胞、台属、侨胞、海外华人促进祖国统一的组织。
1985年，韩有文作为中国第十七届朝觐团副团长，率朝觐团到沙特阿拉伯麦加朝觐。韩有文仍在世的消息迅速在海外传开。从青海、新疆出走的原“马家军”人士对此很感兴趣。韩有文一抵达沙特阿拉伯汉志城住下，便有人去找他。有人向美国和台湾的马呈祥、马继援（马步芳的儿子、原国军82军军长）报告韩有文活着，并且是新疆维吾尔自治区政协副主席。
后来，经韩有文努力，马呈祥之妻王士兰、马呈祥之孙马尔利先后到新疆参访，马尔利还在乌鲁木齐投资办厂。1993年11月下旬，经中共新疆维吾尔自治区党委、新疆维吾尔自治区政协帮助，韩有文到香港会晤了马继援。81岁的韩有文在广东省政协和深圳市政协的帮助下，渡过罗湖桥，与等在桥头的马继援握手会面。
1983年，中共新疆维吾尔自治区党委建议让韩有文出任新疆民革的领导人。1983年12月，韩有文当选为民革中央（主席王昆仑）委员。后来还曾任民革中央监察委员会常委。1984年10月，当选为民革新疆维吾尔自治区委员会主任委员。1997年5月，当选为民革新疆维吾尔自治区委员会（主任委员张竞）名誉主任委员。
1998年2月22日（农历正月廿六日），韩有文在新疆乌鲁木齐因心脏病突发逝世，享年86岁。